# Quintana-Entrepeñas
Quintana-Entrepeñas es una localidad situada en la provincia de Burgos, comunidad autónoma de Castilla y León (España), comarca de Las Merindades, partido judicial de Villarcayo, ayuntamiento de Merindad de Cuesta-Urria.

## Geografía

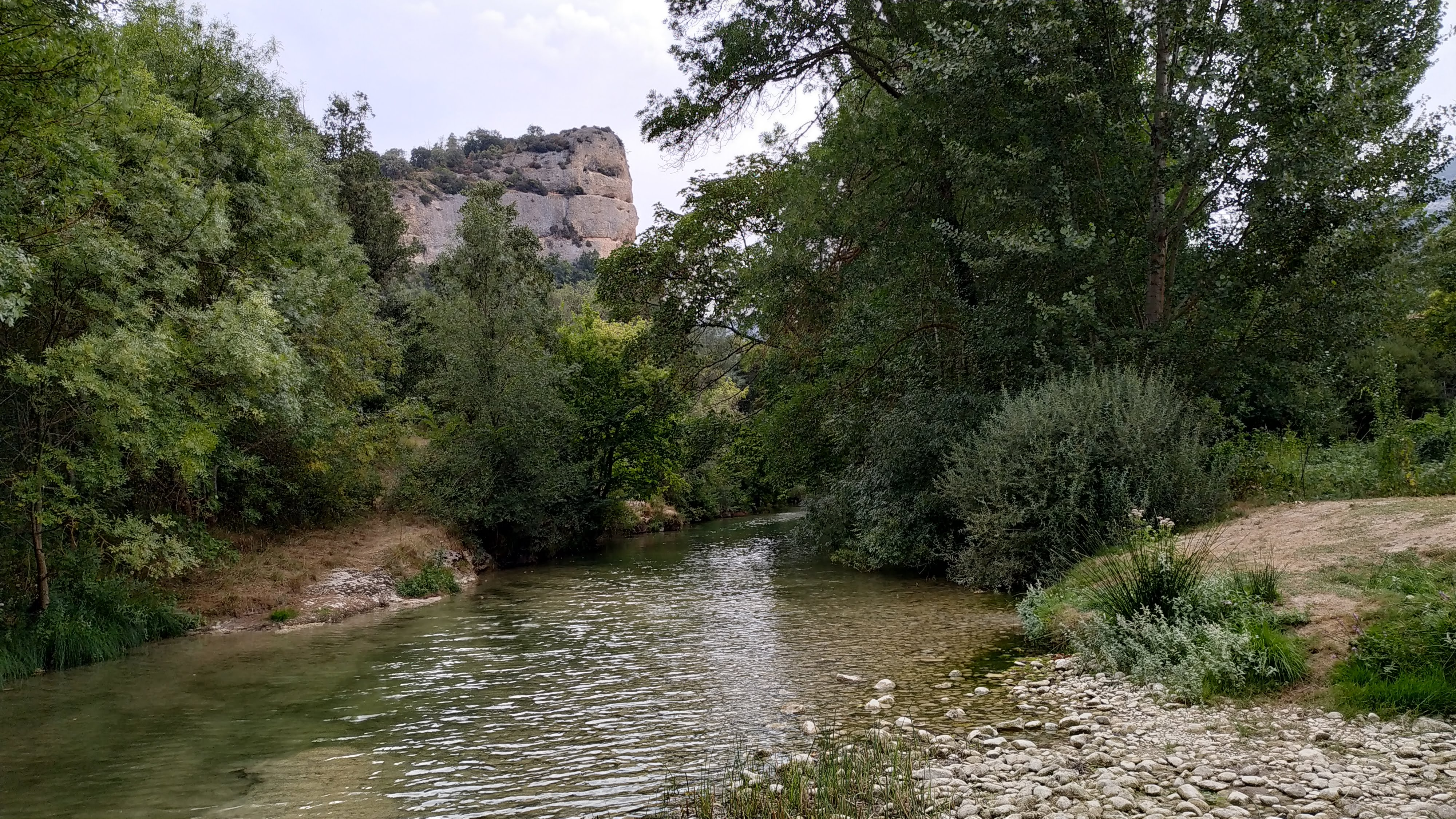

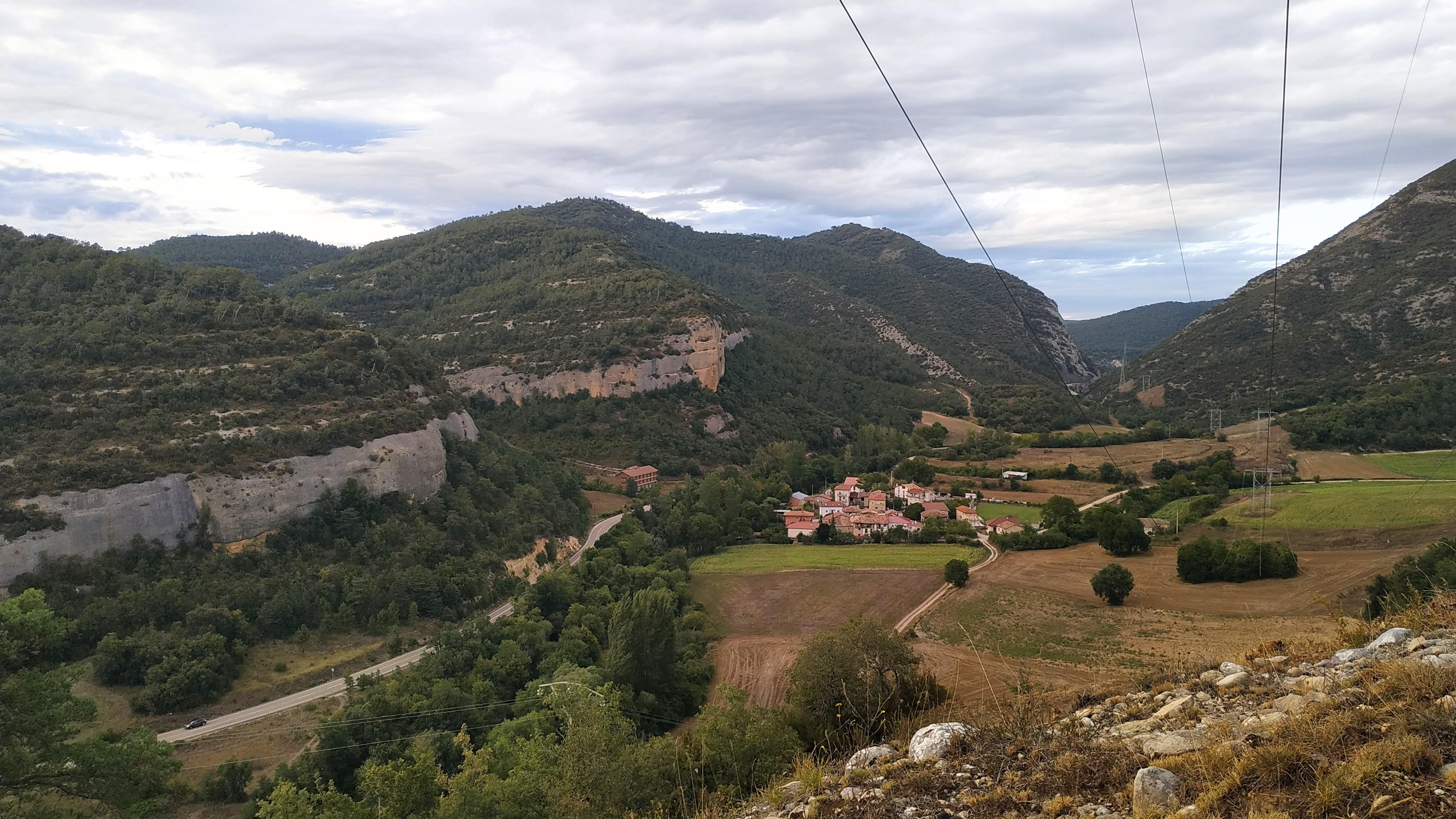
Vista de Quintana Entrepeñas, fotografía tomada a pocos metros de la peña de la nariz

Situado 17 km  al este Nofuentes ,  capital del municipio;  32  de Villarcayo, cabeza de partido, y  86 de Burgos. 
Por esta población discurre el río Jerea formando un desfiladero de apreciable belleza.
Su nombre describe su situación. Está rodeada por la sierra Vienda de unos 1000 m de altitud, la peña Socastro, la peña redonda, el Peñuco y la peña de la Nariz.

### Comunicaciones
- Carretera:  En la autonómica   BU-550  ,  donde circula la línea de autobuses Poza de la Sal-Bilbao.

También se puede ir en autobús a Medina de Pomar y Nofuentes previa demanda

## Demografía
Evolución de la población
| Gráfica de evolución demográfica de Quintana-Entrepeñas entre 2000 y 2017 |
|                                                                           |
| Población de derecho (2000-2017) según el padrón municipal del INE        |

## Historia
Villa  perteneciente a la Merindad de Cuesta-Urria  en el  Partido de Castilla la Vieja en Laredo, con jurisdicción de realengo.
Así se describe a Quintana-Entrepeñas en el tomo XIII del Diccionario geográfico-estadístico-histórico de España y sus posesiones de Ultramar, obra impulsada por Pascual Madoz a mediados del siglo XIX:

Villa de la provincia, diócesis, audiencia territorial y capitanía general de Burgos (15 leguas), partido judicial de Villarcayo (5) y ayuntamiento de la Merindad de Cuestaurria, cuya capital es Nofuentes (2). Situada entre peñas; la combaten todos los vientos, pero con más frecuencia el N y O, y las enfermedades dominantes son los constipados. Tiene 20 casas de mala construcción, la del ayuntamiento que sirve también de cárcel; una escuela de primeras letras concurrida por 14 niños y dotada con 10 fanegas de trigo; una iglesia parroquial matriz (San Miguel) servida por un cura párroco y un sacristán, de la cual es aneja la del pueblo de Hierro; un cementerio contiguo a dicha iglesia, y en el término una ermita dedicada a Santa Olalla; los moradores se proveen para beber y demás necesidades de las aguas del río Gerta, que son de buena calidad. El término confina N Criales; E Quintanilla-Monte-Cabezas; S La Orden, y O Lechedo. Su terreno es secano y estéril; comprende un monte denominado las Tres-lenguas, poblado de bojes y aulagas bajas; el expresado río que atraviesa el término nace en Relloso y va a entregar sus aguas al Ebro en Palazuelos, después de haber bañado otros varios pueblos; en todo el trecho que recorre, facilitan su paso 5 puentes. Los caminos son de herradura y de pueblo a pueblo. Correos: se reciben de Frías. Producciones: trigo, cebada y patatas; cría ganado lanar y cabrío; caza de perdices y jabalíes, y pesca de truchas y cangrejos. Industria: la agrícola. Población: 11 vecinos, 41 almas. Capital productivo: 138.900 reales. Imponible: 13.129.
Diccionario geográfico-estadístico-histórico de España y sus posesiones de Ultramar

A la caída del Antiguo Régimen queda agregado al ayuntamiento constitucional   de Merindad de Cuesta-Urria , en el partido de Villarcayo perteneciente a la región de  Castilla la Vieja.

## Parroquia
Iglesia católica de San Miguel Arcángel  dependiente de la parroquia de Pedrosa en el Arciprestazgo de Medina de Pomar del Arzobispado de Burgos.